# Bludov (zámek)
Bludovský zámek je barokní šlechtické sídlo s pozdně renesančními prvky. Nachází se v obci Bludov v okrese Šumperk. Je chráněn jako kulturní památka.

## Historie
Na místě dnešního zámku se nacházela tvrz, která byla postavena snad někdy v 70. letech 16. století. Jejím majitelem byl Jan z Boskovic. Po bitvě na Bílé hoře bylo bludovské panství zkonfiskováno a předáno zemskému hejtmanovi Kryštofu Pavlovi z Lichtenštejna-Katelkornu, který tuto pevnost přebudoval na pozdně renezanční zámek, který byl později barokně upraven.
V roce 1710 byl zámek prodán Žerotínům, kteří jej vlastní dodnes. Hlavní žerotínskou rezidencí se zámek stal roku 1802, kdy Karel Ludvík ze Žerotína prodal zámek ve Velkých Losinách kvůli svým finančním problémům. Žerotínská knihovna, obrazárna, archivy a sbírka zbraní byly do Bludova přestěhovány taktéž. Tyto artefakty byly po druhé světové válce zkonfiskovány státem a znovu umístěny do velkolosinských depozitářů, v rámci restitucí je ale Žerotínové získali zpět, část z nich se ovšem dosud nachází ve Velkých Losinách, neboť jsou tam zapůjčeny. Důvodem poválečné konfiskace byla údajná kolaborace Heleny Žerotínové s nacisty, ale v roce 1950 komise uznala, že její spolupráce byla vynucená.
Během komunistické diktatury byl zámek pod správou obce Bludov, která jej využívala jako sídlo obecního úřadu, pošty a veřejné knihovny. Některé místnosti byly upraveny, aby více vyhovovaly svým novým účelům, bohužel rekonstrukce často nerespektovaly historický charakter zámku.
Během 90. let 20. století byl zámek vrácen větvi Žerotínů, Mornstein-Zierotinům, jmenovitě Karlu Mornstein-Zierotinovi.
Veřejná knihovna stejně jako obecní úřad byly přestěhovány do budov základní školy. Pošta své nové místo nalezla v budově obchodního střediska.

## Užití ve 21. století
Zámek je užíván jako rezidence rodiny Mornstein-Zierotin, kteří nabízí ubytovací služby a správcují svůj nemovitý majetek. Barokní hala je užívána pro svatební ceremonie a koncerty klasické hudby.
V bezprostředním sousedství zámku je anglický park, s několika cennými stromy a více než 600 let starou lípou.